# 八旗察哈爾
八旗察哈爾，亦稱“口外游牧察哈爾八旗”，是清代内属蒙古的建制，由原察哈爾部改置，初由驻京的八旗蒙古都统所辖，後由察哈爾都統總理遊牧事務。中华民国大陆时期被蒙政会改为察哈尔盟，中华人民共和国成立后废除并并入锡林郭勒盟。

## 建置沿革
天聰九年（1635年），後金滅察哈爾部，皇太極封林丹汗之子額哲為亲王，其所部被安置於義州（今遼寧義縣一帶）。崇德元年（1636年）編為扎萨克旗，有一旗、四旗、八旗之說。
康熙十四年（1675年），林丹汗之孫布爾尼起兵反叛，不久敗亡，林丹汗一族絕嗣。於是將察哈爾部眾改編為八旗，每旗設總管、副總管各一人，遷於宣化、大同邊外，成為內屬蒙古部落。其牧地“東至克什克騰界，西至歸化城土默特界，南至太僕寺牧廠及山西邊界，北至蘇尼特及四子部落界”。後來又陸續將喀爾喀、準噶爾等部投誠之人編為佐領，隸屬於察哈爾。
“康熙十四年（1675年），设游牧察哈尔八旗时，以迁察哈部衆于宣化府、大同府边外，编为八旗如内制。三十八年（1699年），增设总管，初隸蒙古八旗都统，后又增设都统驻张家口。乾隆二十六年（1761年）增设都统、副都统以下官职有差”。
乾隆二十六年（1761年），設察哈爾都統一人，駐張家口，“總理遊牧八旗事務，兼轄張家口駐防官兵”；“設副都統二人，在左右翼邊界駐紮。”乾隆三十一年（1766年），裁汰副都統一人，留一人駐張家口。。

## 八旗察哈爾
- 鑲黃旗察哈爾：原駐啕濑庙，乾隆年间，移驻蘇明峰，在張家口以北三百四十里。旗地东起正白旗察哈尔，西到正黄旗察哈尔，南接正黄﹑镶黄二旗牧厂，北交苏尼特右翼旗。[6]辖区大致相当于今锡林郭勒盟镶黄旗全部，乌兰察布市化德县﹑卓资县和河北省康保县﹑尚义县的一部分。[7]
- 正黃旗察哈爾：原駐木孫忒克山，在張家口西北三百二十里。同治年间，移驻大六号。旗地东北至镶黄旗察哈尔，西接正红旗察哈尔，南连太仆寺右翼牧厂，北邻苏尼特右翼旗。[6]辖区大致相当于今乌兰察布市兴和县﹑察哈尔右翼前旗的大部分以及察哈尔右翼后旗的东部和商都县的一部分。[7]
- 鑲紅旗察哈爾：駐布林泉，在張家口西北四百二十里。旗地东接正红旗察哈尔，西邻镶蓝旗察哈尔，北起四子部落界，南抵山西省大同府边。[6]辖区大致相当于今乌兰察布市察哈尔右翼中旗东南部﹑卓资县东部﹑凉城县大部和丰镇市西部的一小部分。[7]
- 正紅旗察哈爾：駐古爾板托羅海山，在張家口西北三百七十里。旗地东接正黄旗察哈尔，西南邻镶红旗察哈尔，南至太仆寺右翼牧厂，北抵四子部落界。[6]辖区大致相当于今乌兰察布市集宁区﹑察哈尔右翼前﹑后二旗西部﹑卓资县东北部和丰镇市西部的一部分。[7]
- 鑲白旗察哈爾：駐布雅阿海蘇默，在獨石口西北二百四十五里。 旗地东与南接太仆寺左翼牧厂，西至正白旗察哈尔，北抵正蓝旗察哈尔界。[6]辖区大致相当于今锡林郭勒盟正镶白旗东北部。[7]
- 正白旗察哈爾：駐布爾噶臺，在獨石口西北二百九十里。旗地东及北接镶白旗察哈尔，南及西邻镶黄旗察哈尔。[6]辖区大致相当于今锡林郭勒盟正镶白旗西南部﹑太仆寺旗北部和河北省康保县的一部分。[7]
- 鑲藍旗察哈爾：駐阿巴漢喀喇山，在殺虎口東北九十里。旗地东接镶红旗察哈尔，西连归化城土默特，南至山西省大同府边，北抵四子部落界。[6]辖区大致相当于今乌兰察布市察哈尔右翼中旗西部及北部﹑卓资县大部和凉城县西部，呼和浩特市武川县的一小部分也属其管辖。[7]
- 正藍旗察哈爾：駐扎哈蘇臺泊，在獨石口東北三百六十里。旗地东接克什克腾，西至镶白旗察哈尔，南起御马厂，北抵阿巴噶左翼旗。[6]辖区大致相当于今锡林郭勒盟正蓝旗北部。[7]

另有太僕寺左翼、右翼牧群、商都牧群（御马厂）及明安牧群等四個牧群，給清廷放牧牲畜。四牧群與察哈爾八旗合稱察哈爾十二旗群。

## 伊犁察哈爾八旗
乾隆二十年（1755年）至二十四年（1759年），清廷發兵滅準噶爾部，又平定阿睦爾撒納及大小和卓之亂，從征的八旗察哈爾、錫伯官兵遂留守新疆伊犁。乾隆三十二年（1767年），置伊犁察哈爾八旗：
- 左翼：鑲黃旗、正白旗、鑲白旗、正藍旗
- 右翼：正黃旗、鑲藍旗、正紅旗、鑲紅旗

### 引用
1. ↑  . 新加坡清史研究学会.   [2020-04-25]. （原始内容存档于2024-12-15）.
2. ↑  《清代藩部研究》，133頁
3. ↑  《清朝通志》卷三十一地理略
4. ↑  《钦定八旗通志：兵制志》卷三十二
5. ↑  光緒《大清會典事例》卷九百七十七
6. 1 2 3 4 5 6 7 8  《清史稿》地理志察哈爾
7. 1 2 3 4 5 6 7 8  . 国学经典. 2014-05-10.